# Верхній Верман (озеро)
Верхній Верман — прісноводне озеро на території Зареченського сільського поселення Кандалакського району Мурманської області Російської Федерації.

## Загальні дані
Площа озера — 3,1 км², площа водозбірного басейну — 125 км². Розташовується на висоті 186,8 метрів над рівнем моря. Форма озера довгаста: воно майже на три кілометри витягнуте з південного заходу на північний схід. Береги порізані, кам'яно-піщані, переважно високі, місцями заболочені.
Через Верхній Верман тече річка Нижній Верман, що впадає в озеро Толванд, через яке протікає річка Толванд, що впадає в Ковдозеро. Через останнє протікає річка Ковда, що впадає, своєю чергою, у Біле море.
У озері розташовано щонайменше семи невеликих безіменних островів, розосереджених у всій площі водоймища.